# Keflavík

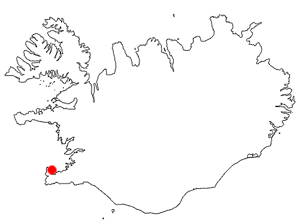
Poloha Keflavíku na mapě Islandu

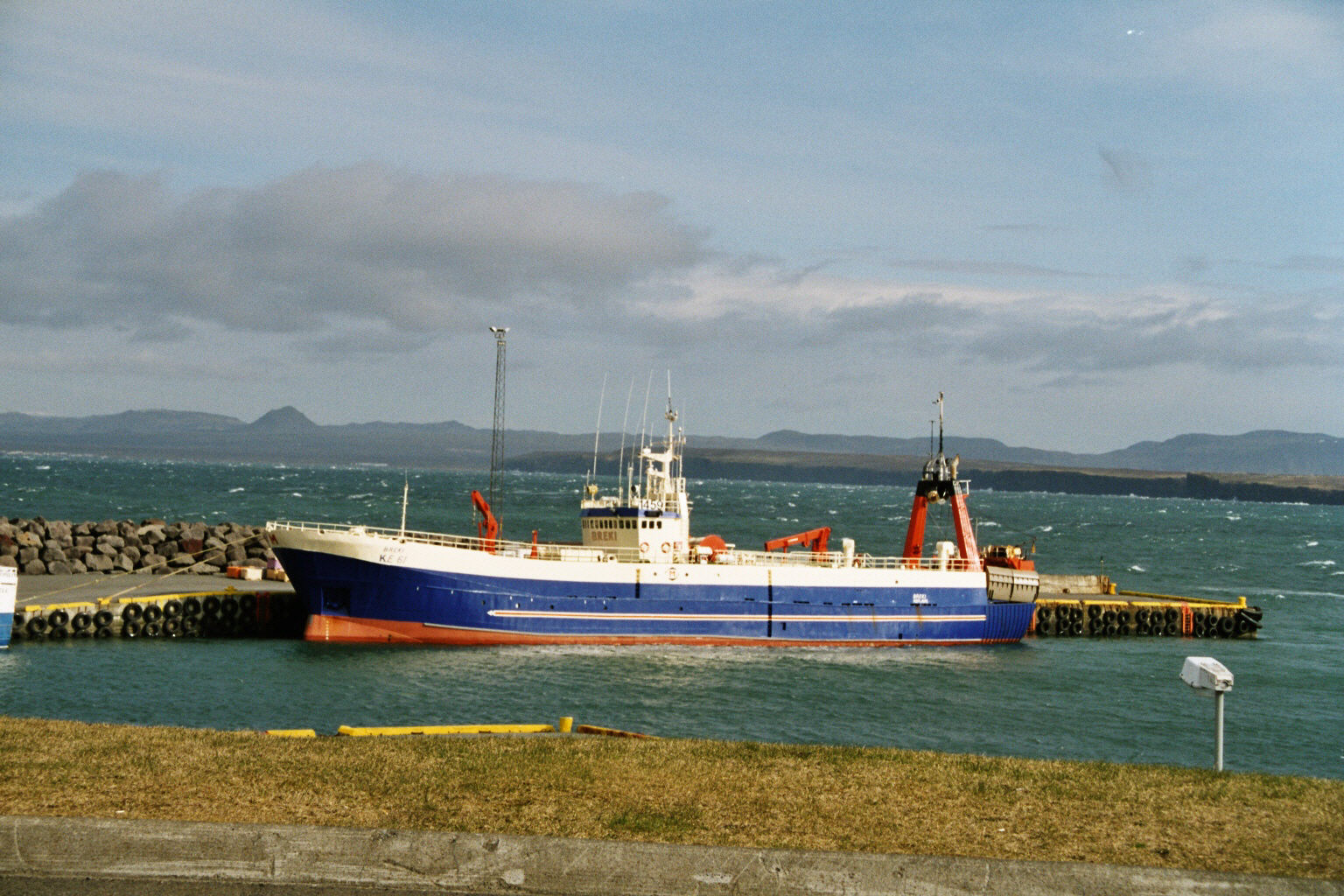
Přístav v Keflavíku

Keflavík (islandsky  ˈcʰɛplaˌviːk) je přístavním městem, ležícím asi 50 km jihozápadně od Reykjavíku na poloostrově Reykjanes u jihozápadního pobřeží Islandu v zálivu Faxaflói v Atlantském oceánu. Žije v něm přibližně 8 200 obyvatel. Keflavík je známý hlavně díky svému letišti.
Spolu s osadami Njarðvík a Hafnir tvoří obec Reykjanesbær. Keflavík je jejím největším městem.
Keflavík byl založen v 16. století. Vyvinul se zde rybářský průmysl. Později ve 40. letech 20. století zde Američané postavili největší a nejdůležitější islandské letiště Keflavík.

## Geografie
Povrch v okolí nejčastěji tvoří různé horniny nejčastěji čedič s pár rostlinami. Při jasném počasí je možno vidět stratovulkán Snæfellsjökull přes záliv Faxaflói, který je vzdálen 115 km.
Keflavík je deštivější a má mírnější teploty než Reykjavík. Průměrný roční úhrn srážek je 1215 mm, v Reykjavíku pouze 779 mm. Denní teplota je v zimě 2 °C, letní 12 °C. Noční v zimě -1 °C, letní 8 °C.